# Marie-Jo Bonnet

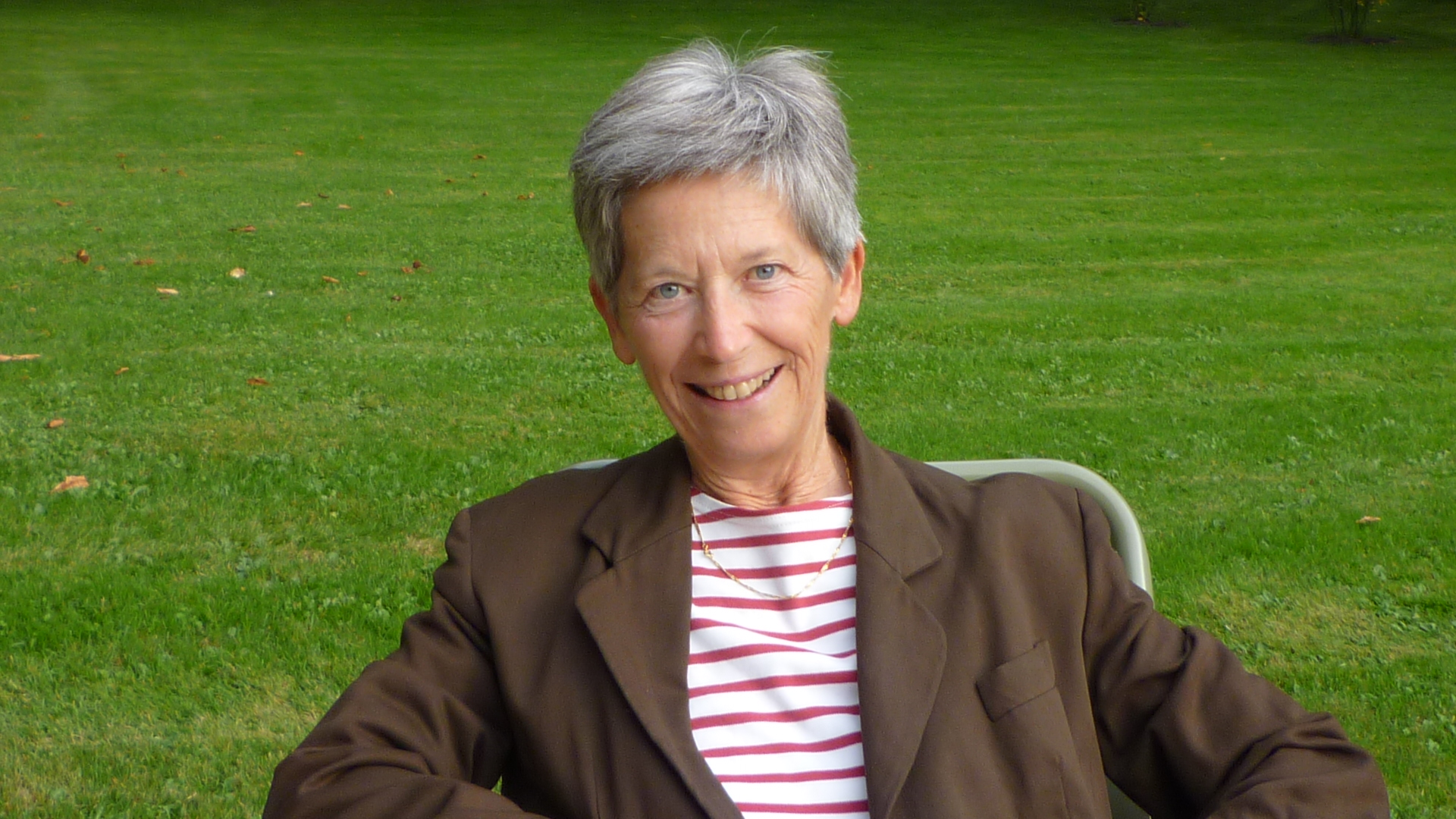
Marie-Jo Bonnet (2015)

Marie-Josèphe (Marie-Jo) Bonnet (* 6. Juli 1949 in Deauville) ist eine französische Historikerin, Feministin und Autorin.

## Leben
Bonnet studierte an der Université Paris 1 Panthéon-Sorbonne und an der Universität Paris VII Geschichte. Ihre Dissertation Les relations amoureuses entre les femmes du xvie au xxe siècle schrieb sie 1995 bei Michelle Perrot. Bonnet lehrte Geschichte an der Columbia University in New York City und an der Carleton University. Im Französischen Radio- und Fernsehprogramm war sie Gastgeberin verschiedener Sendungen auf Sendern wie France Culture, France Inter und France 2. Bonnet ist Mitglied der Organisation Société des gens de lettres. Als Gründungsmitglied der Organisation Front homosexuel d'action révolutionnaire und der Bewegung Gouines rouges („Rote Lesben“). wirkte sie in den 1970er Jahren bei der Frauenbefreiungsbewegung mit.

## Werke (Auswahl)
- Un choix sans équivoque, Paris, Denoël-Gonthier, 1981.
- Les Relations amoureuses entre les femmes du XVI au XX (Les Éditions Odile Jacob in 2001).
- Les Deux Amies : essai sur le couple de femmes dans l’art, Paris, éditions Blanche, 2000, ISBN 2-911621-94-8.
- Qu’est-ce qu’une femme désire quand elle désire une femme ?, Odile Jacob, 2004, ISBN 978-2-7381-1445-7.
- Les Femmes dans l’art, éditions de La Martinière Groupe, 2004, ISBN 978-2-7324-3087-4.
- Les Femmes artistes dans les avant-gardes, Odile Jacob, 2006, ISBN 978-2-7381-1732-8.
- Les voix de la Normandie combattante – Été 1944, Éditions Ouest-France, 2010, ISBN 978-2-7373-5079-5.
- Violette Morris, histoire d’une scandaleuse, Perrin, 2011, ISBN 978-2-262-03557-0.
- Histoire de l’émancipation des femmes, Éditions Ouest-France, 2012, ISBN 978-2-7373-5364-2.
- Liberté égalité exclusion, Femmes peintres en révolution 1770–1804, Ed. Vendémiaire, 2012, ISBN 978-2-36358-041-2.
- Tortionnaires, truands et collabos. La bande de la rue de la Pompe 1944, Ed. Ouest-France, 2013, ISBN 978-2-7373-6042-8.
- Adieu les rebelles!, Édition Flammarion – Café Voltaire, 2014, ISBN 978-2-08-131263-0.
- Plus forte que la mort. L’amitié féminine dans les camps. Ed. Ouest-France 2015, ISBN 978-2-7373-6649-9.
- Simone de Beauvoir et les femmes, Ed. Albin Michel, ISBN 978-2-226-31671-4.
- Un réseau normand sacrifié, Manipulations anglaises sur un groupe de résistants infiltré par les Allemands, Ed. Ouest-France, 2016, ISBN 978-2-7373-7006-9.